# Agathophiona fulvicornis
Agathophiona fulvicornis là một loài tò vò trong họ Ichneumonidae.